# Kyrkjeskipet
Das Kyrkjeskipet (norwegisch für Kirchenschiff) ist ein 3085 m hoher Berggipfel im ostantarktischen Königin-Maud-Land. Er ragt unmittelbar nördlich der Schlucht Kapellet auf und dominiert den nordöstlichen Teil des Bergs Jøkulkyrkja im Mühlig-Hofmann-Gebirge.
Kartiert wurde der Berg anhand von Vermessungen und Luftaufnahmen der Dritten Norwegischen Antarktisexpedition (1956–1960), deren Teilnehmer auch die deskriptive Benennung vornahmen.